# Sukaramai I (Seuruway)
Sukaramai I is een bestuurslaag in het regentschap Aceh Tamiang van de provincie Atjeh, Indonesië. Sukaramai I telt 1694 inwoners (volkstelling 2010).